# تحرير جزيرة سامراء
عمليات تحرير غرب صلاح الدين وهي عملية عسكرية كبيرة لتحرير غرب محافظة صلاح الدين من سيطرة تنظيم داعش على مناطق غرب محافظة صلاح الدين منذ قرابة سنة كاملة، وبدأت العملية العسكرية من أربع محاور، وهي: المحور الأول يبدء من منطقة مكشيفة، والمحور الثاني من غرب سامراء، والمحور الثالث من غرب مدينة تكريت، والمحور الرابع من جنوب غرب منطقة غرب قضاء بيجي ومنطقة الصينية، بدأت العملية بقيادة الحشد الشعبي والقوت الأمنية من شرطة اتحادية عراقية والجيش العراقي.

## سبب العملية
كان سبب عمليات تحرير جزيرة سامراء -البالغ مساحتها حوالي 5 آلاف كيلومترٍ مربع، وعدد القرى البالغ عددها حوالي 65 قرية زراعية- هو تحرير ما تبقى من محافظة صلاح الدين وتأمين مرقد الإمامين العسكريين، وحماية مدينة سامراء من الهجمات التي يشنها تنظيم تنظيم داعش من خلال قنابل الهاون التي تسقط على المدينة.

## تسمية العملية
أطلق على عمليات تحرير غرب محافظة صلاح الدين أسماء عديدة منها: درع الجزيرة، وعملية الإمام علي الهادي، وعمليات ثارات العسكريين، وعملية سور العسكريين أو سامراء، و (أمن الجزيرة) وغيرها من التسميات العسكرية.

## نتائج العمليات
أسفرت العملية عن تحرير مناطق غرب المحافظة وتحرير بحيرة الثرثار وتحرير مناطق غرب صلاح الدين بالكامل، استمرت العملية العسكرية حوالي 3 أيام من المعارك وانتهت العملية بعد تطهيرها من العبوات الناسفة، وتم السيطرة على الجزيرة وتحرير حوض الثرثار وقُتل فيها أكثر من 150 عنصر من تنظيم داعش.

## الفصائل المشتركة
- سرايا السلام
- فيلق بدر
- كتائب حزب الله
- عصائب أهل الحق
- كتائب الإمام علي
- كتائب سيد الشهداء
- كتائب التيار الرسالي
- حركة النجباء

## وصلات خارجية
شاهد عمليات الأمام علي الهادي برنامج الرد السريع (2016)